# Районг (провинция)
Райо́нг (тайск. ระยอง) — провинция в восточной части Таиланда, в 220 км от Бангкока и в 65 км от Паттайи. Численность населения составляет 637 736 человек (2009). Административный центр — город Районг.
На гербе провинции изображен остров Ко Самет.

## Географическое положение
Территория провинции Районг преимущественно покрыта равнинами, но на севере возвышаются горные цепи. В составе провинции находятся несколько островов, в числе которых и очень популярные среди туристов Ко Самет, Ко Мун и Ко Коди.
Также провинция известна своими пляжами, протяжённостью более 100 км, водопадам среди экзотической среды. Кроме этого, Районг знаменит своими дарами моря, рыбным соусом и высушенными морепродуктами, разнообразием тропических плодов, таких как рамбутан, мангостин и дуриан.
Районг является одной из крупнейших сельскохозяйственных и промышленных провинций страны.

## Климат
Климат Районга тропический. Различают два сезона — дождливый и сухой. Дожди, как правило, идут всего несколько часов и только охлаждают воздух. Сухой длится с ноября по май, а дождливый с июня по октябрь.
В 2009 году было зарегистрировано 115 дождливых дней. В том же году, максимальная температура составила 34 °C, самая низкая температура 18 °C.

## История
Наиболее известным событием является то, что именно здесь король Таксин начал собирать армию для борьбы против бирманского нашествия после падения Аюттхая. В городе Районг есть святыня, где местное население отдает дань уважения этому правителю — Храм короля Таксина Великого. В этом сооружении находится статуя царя.

## Административное деление

Административное деление провинции Районг

Общая площадь провинции составляет 3 552,0 км² и административно делится на 8 районов (ампхое):
| 1. Мыанг Районг — Amphoe Mueang Rayong 2. Банг Чанг — Amphoe Ban Chang 3. Кланг — Amphoe Klaeng 4. Ванг Чан — Amphoe Wang Chan | 1. Бан Кай — Amphoe Ban Khai 2. Плуак Денг — Amphoe Pluak Daeng 3. Као Чамао — Amphoe Khao Chamao 4. Ником Паттана — Amphoe Nikhom Phatthana |

## Экономические данные
В таблице ниже приведены в процентах от валового продукта провинциального сектора.
|                    | 2006 | 2007 | 2008 |
| ------------------ | ---- | ---- | ---- |
| Сельское хозяйство | 2,1  | 2,2  | 2,6  |
| Промышленность     | 48,2 | 50,0 | 42,4 |
| Другой             | 49,7 | 47,8 | 55,0 |

## Достопримечательности
- Ботанический центр Маха Чакри Сириндхорн (สวนสมุนไพรสมเด็จพระเทพรัตนราชสุดาฯ สยามบรมราชกุมารี).
- Главная достопримечательность острова Самет — это пагода Пра Чеди Кланг Нам (พระเจดีย์กลางน้ำ). Она возвышается в самом центре реки Районг. Именно здесь раскинулся ботанический сад Собха.
- Главной достопримечательностью города является комплекс храмов Дхаммарачанусорнсатан (ธรรมราชานุสรณ์สถาน). Помимо храмов, здесь присутствуют статуи знаменитых священников и короля Рамы V. Также открыт музей, который можно посетить в целях знакомства с предметами археологических раскопок и быта населения провинции.
- Городской столб — символ Районга.
- Морской парк Кхао Лаем Йа (เขาแหลมหญ้า), включающий несколько островов, в том числе и Самет.
- На острове, который находится рядом с устьем реки, есть пагода, которая является ориентиром для парусных лодок, приближающихся к землям провинции Районг.
- Национальный парк Кхао Вонг (น้ำตกเขาชะเมา หรือน้ำตกคลองน้ำใส.)
- Общественный парк, созданный на месте казни заключенных. На входе в него возвышается статуя Будды.
- Памятник поэту Сунтон Пу.
- Рыбацкие деревни Бан Пхе и Бан Кон.
- Ферма морских черепах.
- Фруктовые плантации мангостин и дурианов — Супхатта Ленд.
- Статуя Будды высотой 11,95 метров в лежачем положении хранится в храме Ват Па Праду (วัดป่าประดู่).

## Фестивали
Традиционные фестивали этой области немногочисленны: Фруктовый фестиваль Районг, день Сунтон Пу и Тома Пха Па Кланг Нам. Фестиваль фруктов проходит ежегодно в мае, когда созревает большее количество фруктов. День Сунтхон Фу — 26 июня, проходит около памятника Сунтон Пу — великого поэта Таиланда.